# Starr School
Starr School est une census-designated place située au sein de la réserve indienne des Blackfeet dans comté de Glacier dans l’État du Montana. 